# Maja Darmstadt
Maja Darmstadt (25 de octubre de 1972) es una deportista alemana que compitió en remo. Ganó dos medallas en el Campeonato Mundial de Remo, en los años 1999 y 2000, ambas en la prueba de cuatro scull ligero.

## Palmarés internacional
| Campeonato Mundial | Campeonato Mundial      | Campeonato Mundial | Campeonato Mundial  |
| Año                | Lugar                   | Medalla            | Prueba              |
| ------------------ | ----------------------- | ------------------ | ------------------- |
| 1999               | St. Catharines (Canadá) | Medalla de plata   | Cuatro scull ligero |
| 2000               | Zagreb (Croacia)        | Medalla de oro     | Cuatro scull ligero |